# Homem-hiena

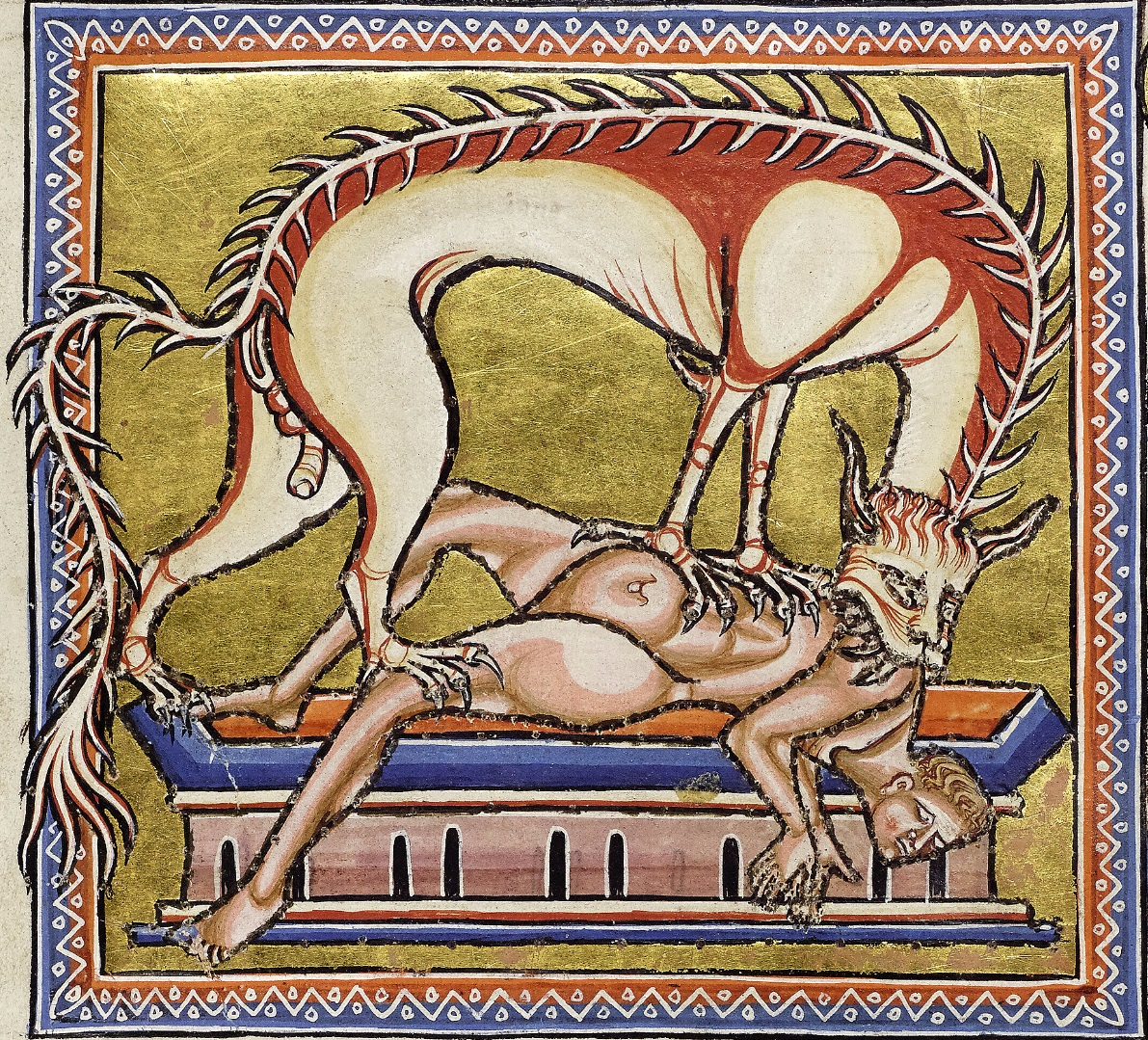
Uma hiena como retratado em um bestiário medieval

O homem-hiena é um neologismo cunhado em analogia ao lobisomem para a teriantropia envolvendo hienas. É comum no folclore da Península Arábica, do Levante, do Norte da África, do Chifre da África e do Oriente Próximo, bem como em alguns territórios próximos. Ao contrário de lobisomens e outros teriantropos, que geralmente são retratados como sendo originalmente humanos, algumas histórias do homem-hiena contam como eles também podem ser hienas disfarçadas de humanos.

## Culturas africanas
Na Somália, acredita-se tradicionalmente que Qori Ismaris ("Aquele que se esfrega como uma vara") era um homem que poderia se transformar em um "homem hiena" esfregando-se com uma vara mágica ao anoitecer e repetindo tal processo poderia retornar ao seu estado humano antes do amanhecer.
Na Etiópia, acredita-se tradicionalmente que todo ferreiro, cujo ofício é hereditário, é realmente um bruxo ou bruxa com o poder de se transformar em hiena. Acredita-se que essas hienas ferreiros roubam túmulos à meia-noite e são chamadas de bouda  (também escrito buda). Eles são vistos com desconfiança pela maioria das pessoas se seu povo. A crença na bouda também está presente no Sudão e na Tanzânia, como no Marrocos, onde alguns berberes consideram a bouda como um homem ou mulher que todas as noites se transforma em hiena e retoma a forma humana ao amanhecer. Muitos cristãos etíopes caracterizam os judeus etíopes como sendo bouda, acusando-os de desenterrar cadáveres cristãos e consumi-los; a semelhança de ferreiro como uma profissão tradicional para homens judeus na Etiópia pode ser uma razão para a conexão entre as duas crenças.
Na língua Kanuri do antigo Império Bornu na região do Lago Chade, as hienas são referidas como bultungin, que se traduz em "Eu me transformo em uma hiena". Antigamente, se acreditava tradicionalmente que uma ou duas das aldeias da região eram inteiramente povoadas por homens-hienas, como Cabultiloa.
No folclore dos povos sudaneses ocidentais, há uma criatura híbrida, um humano que todas as noites se transforma em um monstro canibal que aterroriza as pessoas e os amantes. A criatura é muitas vezes retratada como um curandeiro, ferreiro ou lenhador magicamente poderoso em sua forma humana, mas reconhecível através de sinais como um corpo peludo, olhos vermelhos e brilhantes e uma voz nasal.
Membros do culto Korè do povo Bambara no Mali “tornam-se” hienas ao imitar o comportamento dos animais através de máscaras e dramatizações. Estes evocam os hábitos vilipendiados das hienas e também podem ser utilizados para evocar medo entre os participantes, levando-os a evitar tais hábitos e traços em suas próprias vidas.

## Outras culturas
Al-Doumairy, em seu Hawayan Al-Koubra (1406), escreveu que as hienas são criaturas vampíricas que atacam as pessoas à noite e sugam o sangue dos pescoços das vítimas. O folclore árabe conta como as hienas podem hipnotizar as vítimas com os olhos ou às vezes com seus feromônios.
Um tratado médico persa escrito em 1376 conta como curar pessoas conhecidas como kaftar, que afirmam ser “meio homem, meio hiena”, que têm o hábito de matar crianças.
Os gregos, até o final do século XIX, acreditavam que os corpos dos lobisomens, se não fossem destruídos, assombrariam os campos de batalha como hienas vampíricas que bebiam o sangue de soldados enfraquecidos (moribundos).